# Alain Doressoundiram
Alain Doressoundiram est un astrophysicien français spécialisé en planétologie. Il est actuellement en poste au Laboratoire d'études spatiales et d'instrumentation en astrophysique (UMR CNRS 8109) de l'Observatoire de Paris-PSL.

## Biographie
Alain Doressoundiram naît en Algérie en 1968 de parents enseignants d'origine indienne de Pondichéry.
Alors qu'il n'a que 3 ans, son père obtient une mutation pour aller enseigner les mathématiques et la physique en Guyane, à Cayenne puis à Kourou au collège Agarande. Il fera donc sa scolarité jusqu'en 5e à Kourou. C'est là qu'il a pour la première fois contact avec le monde de l'Espace avec le Centre spatial guyanais. Il comprendra plus tard, que c'est au contact de l'environnement spatial kouroucien qu'il se forgera sa conviction de devenir astronome.
En 1981, son père obtient une affectation pour la Côte d'Ivoire à Daloa. Alain Doressoundiram y restera 2 ans, mais le système scolaire ivoirien n'est pas adapté à la poursuite de ses études. Il part donc faire sa seconde en Inde au lycée français de Pondichéry.
En 1984, il s'inscrit en première scientifique en région parisienne où il sera interne alors que ses parents sont toujours en Côte d'Ivoire. Son père obtient finalement une mutation pour Abidjan. Alain retourne en Côte d'Ivoire et effectue alors sa terminale au lycée français d'Abidjan.
Il fera ensuite ses études universitaires en région parisienne à l'Université Paris VI Pierre et Marie Curie et obtient en 1993 un DEA en « astronomie et instrumentation spatiale ». Il obtient sa thèse en 1997 sur l'origine collisionnelle des familles d'astéroïdes et des systèmes binaires à l'Université Paris VI. Il a comme enseignants des scientifiques de renom comme Pierre Encrenaz, Jacques Blamont, André Brahic.
Il enchaîne ensuite plusieurs post-doctorats à l'Observatoire de Turin, au JPL de la NASA aux États-Unis et à l'Observatoire de Paris. En septembre 2000, il obtient son premier poste en tant qu'astronome adjoint à l'Observatoire de Paris.
Il obtient son habilitation à diriger des recherches (H.D.R.) en 2008.
En septembre 2022, il obtient le grade d'« Astronome classe exceptionnelle ».

## Travaux de recherche
Alain Doressoundiram travaille notamment sur la caractérisation et l'évolution des petits corps du système solaire (astéroïdes et objets transneptuniens), sur l'interprétation de la composition et des processus d'évolution des surfaces planétaires.
Il a contribué à la caractérisation spectroscopique de plusieurs familles d'astéroïdes et aidé à la planification des missions Rosetta et DS4-Champollion.
En 2000, il co-découvre les satellites naturels de Saturne Siarnaq et Tarvos et en 2001, il est également co-découvreur du premier objet transneptunien double[Lequel ?][réf. nécessaire].
Dans les années 2000, il a mené de grand relevés photométriques et spectroscopique des objets transneptuniens, amenant à des découvertes importantes sur ces objets primitifs comme la composition de surface ou encore une corrélation entre couleur et inclinaison orbitale, à la base des arguments pour le modèle de Nice.
Il a contribué à caractériser l'exosphère de Mercure, des propriétés spectrales de la surface de Mercure, et de l'interaction surface-exosphère.
L'astéroïde (7456) Doressoundiram est nommé en son honneur.

## Réalisation d'instruments
Depuis 2004, il travaille sur la mise au point de l'instrument SIMBIO-SYS (Co-Principal Investigator) sur la mission euro-japonaise BEPI COLOMBO partie vers Mercure en 2018. Il a notamment travaillé sur la mise au point de l'instrument VIHI (spectro imageur vis-ir). Il est également co-investigateur de l'instrument PHEBUS à bord de la même sonde.
Depuis 2004 également, Il coordonne la mise au point de l'instrument MIOSOTYS (Multi-object Instrument for Occultations in the SOlar system and TransitorY Systems) installé sur le télescope de 1,2m de l'Observatoire de Calar Alto (Espagne) entre 2010 et 2019.
Il intervient également sur d'autres instruments comme MicrOmega sur la mission ExoMArset SUPERCAM à bord du rover martien Persévérance.
Depuis 2020, il est le co-responsable de l'instrument MIRS sur la  mission japonaise MMX

## Activité d'enseignement
En plus de l'encadrement des stagiaires et doctorants, Alain se spécialise depuis le début de sa carrière dans la formation des professeurs de lycée à travers le monde. Il intervient dans de nombreuses villes et pays : Lima, Djibouti , Phnom Penh, Hanoï, Guyane,,, Inde (Pondichéry), Martinique, Ethiopie , Brésil (São Paulo), Beyrouth , Tokyo , Kuala Lumpur, Bogota au travers notamment des lycées français.
Depuis 2000, il enseigne également au sein de l'Observatoire de Paris au sein de l'UFE en encadrant des Master, des stages, des formations de professeurs, des diplômes universitaires, et en parrainant des classes scolaires ou en intervenant sur des campus numériques. Ainsi il a créé en 2001 le dispositif des parrainages de classes à l'Observatoire de Paris.
À partir de 2004, il est responsable de plusieurs modules d'enseignement dans des masters liés à l'astrophysique.
Il enseigne également à l'IPSA (École d'ingénieurs de l'air, de l'espace et de la mobilité durable).

## Activité de médiation scientifique
Alain Doressoundiram intervient régulièrement sur les médias nationaux et internationaux (TF1, France 2, Radio France, Le Monde, Ouest-France, Science&Vie, La Croix…) et participe à de nombreuses opérations publiques comme les journées du patrimoine, la fête de la science, la nuit des planètes. Il intervient dans une dizaine de conférences grand public par an et écrit des articles pour des revues de vulgarisation et des encyclopédies.
Il participe au projet de campus numérique et à la mise en place de supports pédagogiques en ligne. Il est membre du jury du Prix littéraire « La science se livre » (CG92)
Depuis 2018, il est l'initiateur de plusieurs tournée de partage des savoirs en Guyane en concomitance avec le lancement de grande mission d'exploration de l'Univers depuis le Centre Spatial Guyanais :
Octobre 2018 : lancement de Bepi Colombo. Opération “Planète en Guyane”
Décembre 2021 : Lancement du télescope spatial Webb. opération “La Guyane vers les étoiles”
Juin 2022 : Guyane Astro Tour, médiation scientifique sur le fleuve Maroni
Avril 2023 : Lancement de JUICE. Opération “JUICE : de la Guyane à Jupiter”
À la suite de ces nombreuses interventions en Guyane, il devient président d'honneur de l'association Guyane Astronomie.

## Publications
- Doressoundiram, A et Lellouch, E. Les confins du Système Solaire. Editions Belin. 2008
- Doressoundiram, A et Lellouch, E At the Edge of the Solar System: Icy New Worlds Unveiled. Popular Astronomy. Springer Praxis Books, 2009.
- 1,2,3 Planète. film éducatif pour les collèges et lycées. (2008).
- Du Temps, de l'Espace et de l'Eau, Film éducatif, 12 min, 2012. http://media4.obspm.fr/H2O/
- Livre pour enfants. Aux Éditions Belin (La ronde mystérieuse des planètes, Les mystères du Soleil, notre étoile ; Seuls dans l'immensité du cosmos ; La station orbitale, c'est comment ?; La conquête spatiale)
- Alain Doressoundiram et Emmanuel Lellouch, Aux Confins du système solaire, 2008 [détail des éditions]
- QCM UE3 Physique - Semestre 1: Organisation des appareils et des systèmes. Kamel Boukheddaden, Alain Doressoundiram, Armelle Girard, Emmanuel Marcq. Foucher (2011), collection PAES SUP'FOUCHER